# Terminal Metropolitana El Alto
La Terminal Metropolitana El Alto, es la estación de autobús de la ciudad de El Alto, municipio vecino a La Paz, sede de los poderes ejecutivo, legislativo y electoral de Bolivia. Actualmente, es la terminal de transporte terrestre más grande de Bolivia, y uno de las más grandes infraestructuras de transporte terrestre en América del Sur. Fue construido con la necesidad de tener orden en El Alto, y su sostenibilidad con su ubicación más accesible con otras infraestructuras de transporte como el Aeropuerto, la Aduana, y las paradas de transporte urbano como la red urbana de teleféricos.
Fue inaugurada el 10 de febrero de 2021, con la presencia de la alcaldesa de la ciudad, Soledad Chapeton.
Reinaugurada el 5 de marzo de 2022, con inicio formal de las operaciones de los servicios de trasporte nacional e internacional de autobuses e ónmibuses y vagonetas. Dicha reinauguración fue realizada por la alcaldesa de la ciudad, la licenciada Eva Copa.

## Historia

### Primeras convocatorias
El 25 de julio de 2000, el Gobierno Municipal de la ciudad de El Alto lanzo una lícitación pública para la construcción de la Terminal Metropolitana, y la administración por concesión de Obras Públicas de transporte, tanto para arquitectos de Bolivia, como para empresas del extranjero, con la prioridad de las necesidades de construir una terminal bien ordenada y de condiciones óptimas para el constante flujo de pasajeros.

## Características
La Terminal Metropolitana cuenta con un edificio de forma más horizontal, y dos niveles (pisos), con acceso con escalones, escalones eléctricos con iluminación LED y ascensores. Cuenta con dos áreas de desembarque y más de 72 cabinas donde las empresas de transporte son distribuidas para las actividades de tickets para viajes al interior y exterior del país y áreas para remesas y encomiendas.